# Kontiomäki
Kontiomäki är en tätort (finska: taajama) i Paldamo kommun i landskapet Kajanaland i Finland. Vid tätortsavgränsningen den 31 december 2021 hade Kontiomäki 413 invånare och omfattade en landareal av 1,87 kvadratkilometer.
Kontiomäki är en järnvägsknut och har en järnvägsstation. Vid Kontiomäki möts Idensalmi–Kontiomäki-banan, Joensuu–Kontiomäki-banan, Ämmänsaaribanan, Vartiusbanan och Uleåborg–Kontiomäki-banan. Orten ligger cirka 22 kilometer nordost om Kajana. Riksväg 5 passerar orten.